# マンデーナイトフットボール
『マンデーナイトフットボール』（Monday Night Football,MNF）は、フットボールシーズン（9月 - 12月）月曜日のプライムタイムに放送されているNFL中継番組。
1970年より2005年までは地上波のABCで放送されていたが、2006年からはスポーツ専門チャンネルのESPNで放送されている。

## 経緯

### ABC時代
1960年代、NFLのコミッショナーであったピート・ロゼールは、NFLとAFL（アメリカン・フットボール・リーグ、1960年創設）の合併を機に、プライムタイムでのNFL中継を実現させるべく3大ネットワークと交渉していたが、CBSとNBCからは色よい返事がもらえず、残るABCとようやく契約にこぎつけることができた。
当時のABCのスポーツプロデューサー、ルーン・アーリッジは、スローモーションやハンディカメラなどを導入した、ショー的な要素を取り入れた中継番組を多く製作した。
NFLとAFLが統合された最初のシーズンである1970年9月21日、クリーブランド・ブラウンズ対ニューヨーク・ジェッツ戦で放送を開始した。33%の視聴率を獲得し、以後36年間にわたる長寿番組となった。
放送は、キース・ジャクソン、ドン・メレディス、ハワード・コーセルの3人で行われた。
テーマ曲はBBCの番組で使われていた「Heavy Action」。1987年からはハンク・ウィリアムスJrによるテーマソング「All My Rowdy Friends」が、1989年からはハンク・ウィリアムスJr.の「Are You Ready for Some Football?」が使われた。「Are You Ready for Some Football?」は1993年には使用されなかったが、ABCには抗議が殺到、翌1994年から復活している。
1971年、ジャクソンの代わりにフランク・ギフォードが加わった。
1974年、ドン・メレディスの代わりにアレックス・カラスが加わった。またフレッド・ウィリアムソンがサイドラインレポーターに加わった。
1975年、フレッド・ウィリアムソンがメンバーから外れた。
1977年、ドン・メレディスが復帰し、アレックス・カラスと交代した。
1979年、フラン・ターケントンがチームに加わった。
1983年、ターケントンに代わって、O・J・シンプソンが加わった。ハワード・コーセルはこの年限りで退いた。
1984年、長年コメンテーターを務めたドン・メレディスは、この年限りで退いた。
1985年、フランク・ギフォード、O・J・シンプソン、ジョー・ネイマスにより放送が行われた。
1986年、アル・マイケルズが実況に加わり、前年までのメンバーで唯一残ったギフォードと2人での放送が行われた。
1987年にダン・ディアードルフがブースに加わった。この年から11シーズンはアル・マイケルズ、フランク・ギフォード、ディアードルフの3人による放送が続いた。
1994年、殿堂入りWRリン・スワンがサイドラインレポーターとして加わった。
1998年、フランク・ギフォードに代わり、ブーマー・アサイアソンが加わった。またリン・スワンに代わり、レスリー・ヴィサーがサイドラインレポーターとなった。
1999年は、マイケルズとアサイアソンの2人体制となり、レスリー・ヴィサーがサイドラインレポートを務めた。
2000年には殿堂入りQBダン・ファウツとコメディアンのデニス・ミラー、マイケルズの3人で放送が行われた。またエリック・ディッカーソンとメリッサ・スタークがレポーターを務めた。
2002年には、ジョン・マッデンがFOXから移籍。
しかし、この頃には、放送カードが開幕前に決まっていることから、不調チームの対戦が多くなるシーズン後半の視聴率低下に悩まされるようになり、ABCはフレキシブル・スケジューリング（シーズン開幕後の放送カード変更）導入を訴えていたが、実現には至らなかった。なお、フレキシブル・スケジューリングは、2006年よりNBCサンデーナイトフットボールで実現している。
2005年、ABCはMNFの放映権について再契約しないことを発表。2006年より同じディズニー傘下のESPNが放送することになった。ABCによる最後の放送は2005年12月26日、ニューヨーク・ジェッツ対ニューイングランド・ペイトリオッツ戦であった。

### ESPN時代
これまでABCが放送していた開幕ゲーム（2003年より開幕週の木曜に放送）、ワイルドカードプレイオフ2試合、スーパーボウルなどはNBCに移行。レギュラーシーズン最終週のMNFは開催されなくなった。代わりに、開幕週のMNFはダブルヘッダーとなった。
ジョン・マッデンとアル・マイケルズをはじめとするABCスポーツ（2006年9月、ESPNに統合）のMNF制作スタッフの多くもNBCに移籍。これまでESPNでサンデーナイトフットボールを制作したスタッフがMNFを制作することになった。ただし、テーマ曲の「Heavy Action」、「Are You Ready for Some Football?」はABC時代から引き継がれた。
ESPN初のMNFは、2006年8月14日、ミネソタ・バイキングス対オークランド・レイダース戦（プレシーズンゲーム）。
2006年10月23日のダラス・カウボーイズ対ニューヨーク・ジャイアンツ戦は全米の視聴者数が1,600万人。2008年のフィラデルフィア・イーグルス対ダラス・カウボーイズ戦では1,860万人。2009年10月5日に放送された、グリーンベイ・パッカーズ対ミネソタ・バイキングス戦では、バイキングスのクォーターバック、ブレット・ファーブが古巣と対決する話題もあって、2,180万人の視聴者数を獲得。ケーブルテレビ専門局での最多視聴者数記録を更新し続けている。
2011年10月3日の試合より、ESPNによって、オープニングのテーマ曲ハンク・ウィリアムズ・ジュニアは降板させられ、1991年から放送されてきた、Are You Ready for Some Football?の映像は使用されなくなった。これは彼がFOXニュースでバラク・オバマ大統領とジョン・ベイナー下院議長の間で行われたゴルフ・サミットをアドルフ・ヒトラーとベンヤミン・ネタニヤフイスラエル首相が一緒にゴルフをするようなものと発言したことによる。しかし2017シーズンから再びハンクのOP曲が復活した。
2014年シーズンより、ワイルドカードプレイオフのうち1試合がESPNで放送されることになった。翌2015年シーズンよりESPNが中継するワイルドカードプレイオフの一試合は地上波ABCでESPNと同時サイマル放送される。
2020年シーズンの9月21日、ABC時代からのマンデーナイトフットボール放送開始50周年記念として、レイダースがアレジアント・スタジアム移転後最初の試合となるニューオーリンズ・セインツ対ラスベガス・レイダース戦をABCとESPNのサイマル放送を実施。以降、レギュラーシーズン中不定期にABC/ESPNのサイマル放送が数試合行われる。
レギュラーシーズンの試合数が一試合増加し各チーム17試合に拡大した2021年シーズンでは、例年恒例だったダブルヘッダー実施の開幕週のMNFは一試合のみとなり、ABC/ESPNのサイマル放送を実施。また、レギュラーシーズン最終週には日曜に加え、前日の土曜日2試合が開催され、ABCとサイマル放送・ダブルヘッダーの形でESPNが放送を実施。この年より、ワイルドカードプレイオフは従来の土曜・日曜の二日間から新たに月曜夜にも拡大し、月曜夜のワイルドカードプレイオフ一試合をABC/ESPNがサイマル放送を行う。
2023年シーズンから2033年シーズンまでの11シーズン、引き続き放送する。また、2026年、2030年シーズンのスーパーボウルをABCが放送予定。
2023年は脚本家組合および俳優組合のストライキによって新番組が不足したため、ABCは予定より10試合多くサイマル放送を実施する。

## 実況・解説

### 実況
- ジョー・バック（2022年シーズンからFOXから移籍。メイン実況を担当）
- スティーヴ・リヴィ（2020年シーズンより。2020～21年シーズンはメイン実況を担当。2022年シーズンはweek2やweek18などのダブルヘッダー中継1試合目などジョー・バックが担当しない試合の実況を担当）

### 解説
- トロイ・エイクマン（2022年シーズンからFOXから移籍。メイン解説を担当）
- ルイス・リディック（2020年シーズンより。2020～21年シーズンはメイン解説をブライアン・グリーシーとダブルで担当。2022年シーズンはweek2やweek18などのダブルヘッダー中継1試合目などトロイ・エイクマンが担当しない試合の解説をオルロヴスキーとダブルで担当）
- ダン・オルロヴスキー（2022年シーズンより。week2やweek18などのダブルヘッダー中継1試合目などトロイ・エイクマンが担当しない試合の解説をリディックとダブルで担当）

### 経緯
実況は2016年よりショーン・マクドノーが、解説は2009年よりジョン・グルーデンが担当。開幕戦でダブルヘッダーとなる場合は、もう1試合をクリス・バーマンとトレント・ディルファーのコンビが担当する。ESPNの放送が開始した2006年から務めていたマイク・ティリコがNBCに移籍したため、2016年からマクドノーが実況を担当している。2017シーズンの開幕週ダブルヘッダーのブロンコスvsチャージャーズの試合には史上初の女性アナウンサー（ベス・モウィンズ）が実況を担当した。
2022年シーズンからはNFL on FOXのNo.1実況解説コンビであったジョー・バックとトロイ・エイクマンがFOXからESPNに移籍し、実況解説を担当。2020年から2021年シーズンまでメイン実況解説を務めていたスティーヴ・リヴィとルイス・リディックはジョー・バックとトロイ・エイクマンが担当しない中継を担当する。

## 日本での放送・配信
2023年シーズン以降は、日テレG+およびNFL Game Passが全試合をそれぞれ放送・配信するほか、週によってはDAZNが配信する。
かつては、NHK BS1やGAORAで放送されていた。

## ゲーム
ABCで放送された時代では1989年にデータイーストよりピンボール『MONDAY NIGHT FOOTBALL』が発売された。また、1993年11月26日には同社よりスーパーファミコン用ソフト『ABCマンデーナイトフットボール』が発売された。